# フォレスト・アベニュー駅
フォレスト・アベニュー駅（Forest Avenue）は、クイーンズ区リッジウッドのフォレスト・アベニューとプットナム・アベニュー交差点に位置するニューヨーク市地下鉄BMTマートル・アベニュー線の駅である。M系統が終日停車する。

## 駅構造
| P ホーム階 | 西行線                     | ← 平日：フォレスト・ヒルズ駅行き（セネカ・アベニュー駅） ← 休日：エセックス・ストリート駅行き（セネカ・アベニュー駅） ← 深夜：マートル・アベニュー-ブロードウェイ駅行き（セネカ・アベニュー駅） |
| P ホーム階 | 島式ホーム、左側ドアが開く | |
| P ホーム階 | 東行線                     | → メトロポリタン・アベニュー駅行き（フレッシュ・ポンド・ロード駅）→ |
| M          | 改札階                     | 改札、駅員詰所、メトロカード自動券売機 |
| G          | 地上階                     | 出入口 |

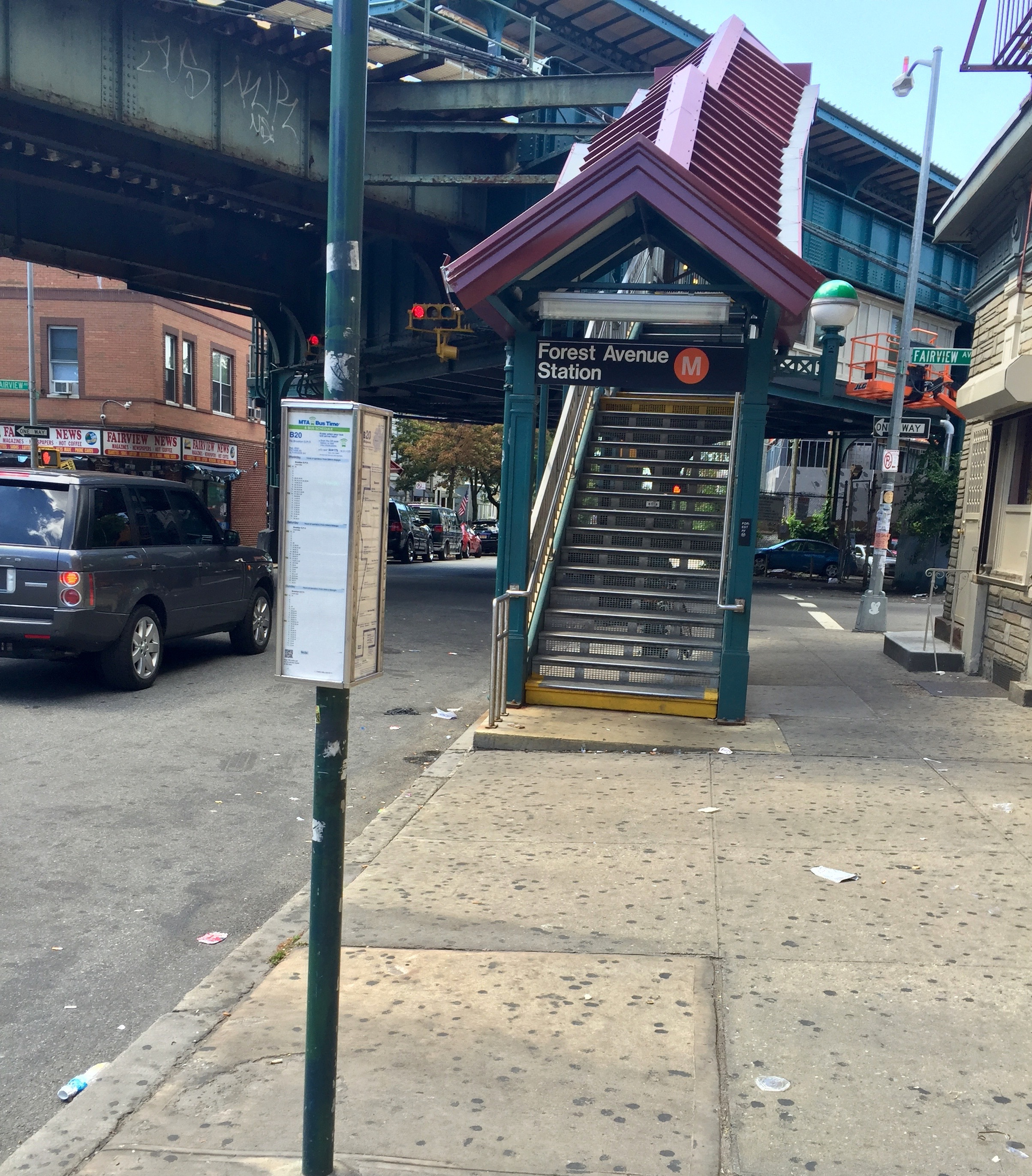
北西の階段

1915年8月9日にブルックリン・ラピッド・トランジットによって開業した当駅は島式ホーム1面2線の高架駅である。屋根は金属製だがメザニンは木造である。

### 出口
メザニンは駅東端にあり地上へはフォレスト・アベニューとプットハム・アベニュー交差点の西側に階段が2つ下りている。